# الکساندرس تسائونیا
الکساندرس تسائونیا (لتونیایی: Aleksandrs Cauņa؛ IPA: [ˈt͡sɑuɲɑ]؛ زادهٔ ۱۹ ژانویهٔ ۱۹۸۸) بازیکن فوتبال اهل لتونی است.
از باشگاه‌هایی که در آن بازی کرده‌است می‌توان به باشگاه فوتبال اسکونتو، باشگاه فوتبال آراف‌اس، باشگاه فوتبال واتفورد، و باشگاه فوتبال زسکا مسکو اشاره کرد.
وی همچنین در تیم ملی فوتبال لتونی بازی کرده‌است.